# Ervin Šinko
Ervin Šinko (Apatin, 5. listopada 1898. – Zagreb, 26. ožujka 1967.), bio je hrvatski i mađarski književnik, židovskog podrijetla. Pisao je pjesme na mađarskom, romane i novele na hrvatskom i mađarskom te književne studije, eseje i dnevnik na hrvatskom.

## Životopis
Ervin Šinko, pravim imenom Franjo Spitzer, pohađao je školu u Subotici. Kao gimnazijalac mobiliziran je 1917. godine u Subotici a godine 1918. sudjelovao je u uspostavljanju mađarske sovjetske republike. U središtu njegova književnog zanimanja upravo su teme i pitanja mađarske revolucije. Surađivao je u mnogim mađarskih časopisima u Budimpešti, Beču, Požunu, Kološvaru i Novome Sadu, kao što su: A Tett, Ma, Internationale, Tüz, Korunk, Nyugat i drugi. Potom je emigrirao u Beč gdje godine 1924. izdaje časopis Testvér, te živio u Zürichu, Moskvi (1935. – 37.) i Parizu (1937. – 39.) gdje njegovi članci izlaze u L'Europe, Monde i Ce Soir. Godine 1939. dolazi u Jugoslaviju i do početka Drugoga svjetskog rata živio je u Zagrebu i Drvaru. Zatim je otišao u Dalmaciju gdje tijekom talijanske okupacije biva uhićen i interniran. U Zagrebu se nastanio 1945. godine nakon sudjelovanja u NOB-i u koju se uključio 1943. godine, odmah nakon kapitulacije Italije i oslobađenja iz internacije. Bio je članom Društva književnika Hrvatske a od 1951. godine i dopisni član JAZU. Godine 1959. bio je prvim šefom i prvim profesorom na novoosnovanoj Katedri za mađarski jezik i književnost Filozofskog fakulteta u Novome Sadu te se s pravom smatra i osnivačem te Katedre.

## Djela
Knjige pjesama:
- Éjszakák és hajnalok (Noći i zore), 1916.
- Fáajdalmas istem (Bolni bog), Fischer, Beč, 1923.

Romani:
- Četrnaest dana, Nakladni zavod Hrvatske, Zagreb, 1947.
- Optimisti: roman jedne revolucije, Zora, Zagreb, 1954. (s mađarskoga prevela Iva Adum)
- Optimisták: történelmi regény 1918/19-ből, Magvető, Budimpešta, 1965.
- Optimisták, Noran Libro Kiadó, Budimpešta, 2010.

Novele:
- Aegidius útra kelése (Egidius kreće na put), 1927.
- Aronova ljubav, Zora, Zagreb, 1951. (s mađarskoga rukopisa preveo Enver Čolaković)

Pripovijetke:
- Pripovijetke, Zora, Zagreb, 1950.

Književne studije i eseji:
- Eto ide naša sila...: uz omladinsku prugu, Nakladni zavod Hrvatske, Zagreb, 1947.
- Književne studije, Nakladni zavod Hrvatske, Zagreb, 1949.
- Sablast kruži Evropom: članci, rasprave i predavanja (1948. – 1951.), Zora, Zagreb, 1951.
- Roman jednog romana: bilješke iz moskovskog dnevnika od 1935 do 1937 godine, Zora, Zagreb, 1955.
- Falanga Antikrista i drugi komentari, Zora, Zagreb, 1957.
- Lik književnika danas, Univerzum, Zagreb, 1957.
- Roman eines Romans: Moskauer Tagebuch, Verlag Wissenschaft und Politik, Köln, 1962.
- Csokonai életmüve, Forum, Novi Sad, 1965.
- Pjesme u prozi, Pripovijetke, Zapisi, Ogledi, (Priredio Marijan Matković), Matica hrvatska, Zora, Zagreb, 1969.
- Sablast kruži Evropom, Globus, Zagreb, 1982.
- Drvarski dnevnik, BIGZ, Beograd, 1987. (Honfoglalas Elott, s mađarskog prevela Gabriela Arc, priredio, pogovor i bilješke napisao Ištvan Bošnjak)
- Krleža: esszék, tanulmányok, kommentárok, Forum Könyvkiadó, Novi Sad, 1987.
- Az út. Naplók: 1916-1939, Akadémiai Kiadó, Budimpešta, 1990.
- Roman eines Romans: Moskauer Tagebuch, 1935-1937, Das Arsenal, Berlin, 1990.

## Vanjske poveznice
- (engl.) Hungarian Authors by Albert Tezla: SINKÓ ERVIN